# Aqüificals
Les aqüificals (Aquificales) són un ordre que reuneix una diversa col·lecció de bacteris que viuen en medis severs. Se n'ha descobert en aigües termals, basses de sofre i fumaroles hidrotermals. Els membres del gènere Aquifex, per exemple, són productius en aigües d'entre 85º i 95 °C. Són els membres doinants de la majoria d'aigües termals terrestres neutres-alcalines per sobre de 60 °C. Són autòtrofs, i són els principals fixadors de carboni en aquests medis. Són bacteris, en contrast amb els altres habitants dels medis extrems, els arqueus.